# Фаусто Коппі
Анджело Фаусто Коппі (італ. Angelo Fausto Coppi; 15 вересня 1919, Кастелланія — 2 січня 1960, Тортона) — італійський велогонщик, який в перші роки після Другої світової війни домінував на міжнародній арені; вважається одним з найкращих і найпопулярніших гонщиків. Коппі переміг в 118 професійних і 20 аматорських велоперегонах, п'ять разів він вигравав Джиро д'Італія і двічі Тур де Франс.

## Ранні роки
Коппі був одним з п'яти дітей Доменіко Коппі і його дружини Анджоліни Бовері. Він народився о 17 годині 15 вересня 1919 року. Мати хотіла називати його Анджело, а батько — Фаусто, і він отримав подвійне ім'я, хоча протягом кар'єри був відомий тільки як «Фаусто». У дитинстві Фаусто мав слабке здоров'я і не виявляв інтересу до школи. У 13 років він прогулював уроки, цілий день катаючись на іржавому велосипеді без гальм, після чого покинув школу і став працювати у м'ясника в Нові-Лігуре. Пристрасть Фаусто до велоспорту підтримав його дядько, офіцер торгового флоту а також шанувальник велогонок, що дав йому 600 лір на покупку нового велосипеда. У 15 років Коппі вперше брав участь у велогонці серед інших підлітків-любителів. Перемога в гонці принесла йому 20 лір і бутерброд з салямі. На початку 1938 року він отримав ліцензію велогонщика, і виграв першу гонку біля магазину м'ясника. За перемогу йому дістався будильник.
У магазині м'ясника Коппі часто зустрічав колишнього боксера Джузеппе Кавані, що зіграв велику роль на початку його кар'єри. Після втрати зору Кавані довелося працювати масажистом. За порадою одного з велогонщиків Кавані, Коппі почав до нього приходити. У 1939 році за рекомендацією Кавані, Коппі отримав незалежну ліцензію, яка дозволяла брати участь як в аматорських, так і в професійних гонках. Кавані відправив Коппі на Джиро де Тоскани, напучував: «Тримайся за Джино Барталі!». Через поломку, Коппі був змушений зійти, але 7 травня до нього прийшла перша перемога в Варці. Він відірвався від другого, який фінішував за 7 хвилин, обігнавши переслідувачів на підйомі. Ця ж тактика принесла йому другу перемогу в гонці на приз Павії .

## Кар'єра
Перший великий успіх прийшов до Коппі у 1940 році, коли він виграв Джиро д'Італія. Його кар'єра перервалася через Другу світову війну, проте повернення було тріумфальним. Коппі став першим гонщиком, який в один рік підкорив Джиро і Тур де Франс, причому зробив це двічі (1949, 1952). Він перемагав на італійській супервелобагатоденці 5 разів, що є спільним рекордом для Альфредо Бінди і Едді Меркс. У 1949 році Коппі «привіз» 11 хвилин Барталі на етапі Кунео - Пінероло. У тому ж році він випередив усіх крім Барталі більш ніж на 25 хвилин, Жак Марінеллі поступився йому в горах на 55 хвилин.
5 раз Коппі перемагав на Джиро ді Ломбардія, тричі на іншій престижній класиці Мілан - Сан-Ремо. На останній в 1946 році він «привіз» переслідувачам 14 хвилин. У 1950 році йому підкорилися Париж — Рубе і Флеш Валлон. У 1952 році був включений підйом на Альп-д'Юез в маршрут Тур де Франсу, і за 6 кілометрів до вершини Коппі поїхав з неймовірною швидкістю від Жана Робі, і після цього його колега Рафаель Джемініані назвав Фаусто «марсіянином на велосипеді». У загальному заліку Коппі випередив другого призера на 28,5 хвилин. Така перевага шокувала інших гонщиків, і організатори Тура були змушені збільшити призові в 2 рази, щоб хоч якось зацікавити інших гонщиків. Але це була остання «Велика петля» для Коппі, з трьох своїх Турів він виграв 2. У наступному році він став чемпіоном світу.
За словами ветерана веложурналістіки П'єра Шані, з 1946 по 1954 рік ніхто жодного разу не наздоганяв Коппі, якщо той тікав від пелотону, що є фантастичним досягненням. Через постійні перемоги Коппі з перевагою в 10-15 хвилин, Рафаель Джемініані сказав, що на фініші перегонів за участю Фаусто не потрібен секундомір, досить бою міських курантів. Історик Тур де Франс Біл Макганн пише про Коппі наступне: "Порівняння велогонщиків різних епох залишається на совісті суддів. Але якщо вже Коппі не найкращий гонщик всіх часів, то це Едді Меркс … Коппі перемагав скрізь: на чемпіонатах світу, Гранд Турі, класиків, трекових гонках, встановив рекорд годинної гонки … Спостережливі глядачі можуть відзначити, що якщо Меркс перемагав в конкуренції, будучи втіленням неймовірної волі, то Коппі був більш елегантним гонщиком, що перемагав завдяки фізичній перевазі ".

## Годинна гонка
7 листопада 1942 року Коппі встановив рекорд в годинній гонці, проїхавши за цей час 45 798 метрів на міланському треку. На цьому треку він вперше зламав собі кістку, в 1950-ті роки з ним траплялося це ще 7 разів. Коппі на 31 метр переборов результат Моріса Аршамбо, показаний на тому ж треку п'ятьма роками раніше. Новий рекорд протримався 13,5 років, поки не був побитий Жаком Анкетілем. Велосипед, за допомогою якого Коппі побив рекорд, виставлений в музеї-церкви Мадонна дель Гізалло близько Комо . Графік проходження дистанції :
| - 1 км: 01:17 - 2 км: 02:36 - 3 км: 03:53 - 4 км: 05:12 - 5 км: 06:30 | - 10 км: 13:02 - 15 км: 19:35 - 20 км: 26:08 - 30 хвилин: 22 946 м - 25 км: 32:41 | - 30 км: 39:14 - 35 км: 45:47 - 40 км: 52:19 - 45 км: 58:5 - Час: 45 871 м, пізніше відредаговано до 45 798 м |

## Навколо гонок
Гоночну епоху Коппі називають «золотими роками велоспорту». Увага уболівальників, особливо італійських, була прикута до протистояння Коппі і Джино Барталі. Країна розділилася на «коппіані» і «барталіані». Барталі уособлював консервативний південь, релігійний та аграрний; Коппі — світський, промислово розвинений північ. Письменник Курціо Малапарте писав, Барталі, що молиться одночасно з педалюванням, захищений святими; Коппі ж, раціональний скептик, крутить педалі, вірячи лише в силу свого тіла. Ворожнеча почалася в 1940 році, коли Коппі, приїхавши на «Джиро» зоряного Барталі помічником, виграв гонку. На чемпіонаті світу 1949 року в Валькенбурзі, Коппі і Барталі на підйомі кинулися в атаку, в своєму протистоянні забувши про командну тактику. Чиновники італійської асоціації велоспорту були у великій злості і дискваліфікували обох на три місяці. Їх дуель призвела до низки епічних велобаталій.
Барталі взяв за звичку селитися в готелях в номері поруч з Коппі, і підглядати за ним. Він розповів журналістам, що в номері Коппі постійно валялися пляшки, флакони, коробки. Барталі заявив, що Фаусто приймає наркотики (в той час вони не були заборонені), і сам Коппі зізнавався, що вживає амфетаміни. Велогонщик Вім ван Ест сказав, що саме Коппі задав моду на допінг. В кінці кар'єри Коппі розкритикував молодих гонщиків, в той момент вже повсюдно вживали сумнівні речовини.
З початком війни Коппі був зарахований в 38-му піхотну дивізію, але до 1943 року офіцери звільняли його від служби для велогонок. У березні 1943 року він був направлений в Африку, де вже через місяць потрапив в полон в північному Тунісі. У таборі військовополонених він ділив місце з майбутнім батьком Клаудіо Кьяппуччі і тимчасово виконував роботу. У 1945 році Коппі був переведений в Казерту, а 8 липня вперше після чотирирічної перерви виграв гонку.
Коппі дорого коштували стосунки з Джулією Очіні, «жінкою в білому». Коппі був одружений з Бруною Чіамполіні, а Джулія була в шлюбі з офіцером Енріко Локателлі. Локателлі був фанатом велоспорту, і 8 серпня 1948 року Фаусто і Джулія познайомилися після переможної для нього гонки Тре Валлі Варезін. Пізніше вони стали жити разом, чим прирекли себе на гнів співвітчизників-католиків. Пару ображали газети, господар їх квартири в Тортоне розірвав орендну угоду, репортери кружляли біля їхнього будинку, куди одного разу увірвалися поліцейські, щоб викрити коханців в зраді. Навіть Папа Римський Пій XII просив Коппі повернутися до дружини. Після відмови велогонщика Пій не став благословляти «Джиро» і поскаржився на федерацію велоспорту, яка також зажадала у Коппі припинити перелюбство. Бруна відмовилася давати Фаусто розлучення, яке вважалося ганьбою в країні. У Коппі і Джулії народився син Фаустіно.
Після скандалу кар'єра Коппі пішла вниз, вболівальники уникали його. У 1951 році ударом для Фаусто стала смерть його брата Серсе Коппі від крововиливу в мозок на «Джиро дель П'ємонт». Все це призвело до того, що до кінця 1950-тих Коппі втратив форму і не міг боротися за перемоги. Одного разу організаторам гонки навіть довелося скоротити її, так як вони не сподівалися, що Коппі фінішує. За словами П'єра Шані, Коппі вже тоді не був великим, а чіплявся за минуле.
У грудні 1959 року Президент Верхньої Вольти Моріс Ямеого запросив знаменитих велогонщиків провести майстер-клас, а потім на сафарі. За словами Рафаеля Джемініані, швидше комарі полювали на велогонщиків, ніж ті на когось. Після повернення додому, Джемініані і Коппі захворіли малярією. Джемініані був при смерті, але вижив. Коппі не пощастило, неправильне лікування від грипу призвело до його смерті. «La Gazzetta Dello Sport» збільшила тираж газети за рахунок великого некролога про Коппі, автор якого просив Бога, щоб той послав на землю нового Коппі. Пізніше з'явилися версії, що Коппі помер від передозування кокаїну або отруєння. Суд навіть хотів ексгумувати тіло Коппі, але незабаром закрив справу.

## Головні перемоги
- Загальний залік Тур де Франс (1949, 1952)
  - Гірська класифікація (1949, 1952)
  - 9 етапів (1949—1952)
- Загальний залік Джиро д'Італія (1940, 1947, 1949, 1952, 1953)
  - Гірська класифікація (1948, 1949, 1954)
  - 22 етапи (1940—1955)
- Групова гонка чемпіонату світу (1953)
- Мілан - Санремо (1946 1948 1949)
- Париж — Рубе (1950)
- Джиро ді Ломбардія (1946 1947 1948 1949 1954)
- Флеш Валлон (1950)
- Групова гонка чемпіонату Італії (1942, 1945, 1949, 1955)
- Гран-прі Націй (1946 1947)
- Джиро дель Емілія (1941, 1947, 1948)
- Джиро ді Романья (1946 1947 1949)
- Джиро дель Венето (1941, 1947, 1949)
- Тре Валлі Варезін (1941, 1948, 1955)